# Caballo bayo (comida)
El caballo bayo es una comida típica nicaragüense, que consiste en una serie de ingredientes que generalmente se sirven en cuencos de barro para mezclarse sobre una tortilla de maíz. Esta comida es un plato nicaragüense tradicional que usualmente se sirve en las festividades.
Lo primero que se sirve en el plato, o bien sobre una hoja de banano, es la tortilla de maíz. Sobre esta se añadirán al gusto un poco de cada platillo, entre los que se incluyen: frijoles molidos, pollo o carne fritos y desmenuzados, moronga, chorizo criollo, guacamole, pico de gallo (tomate, cebolla y cilantro picado con limón y sal), queso rallado, crema ácida, chicharrón, moronga etc.